# مقررات مالی

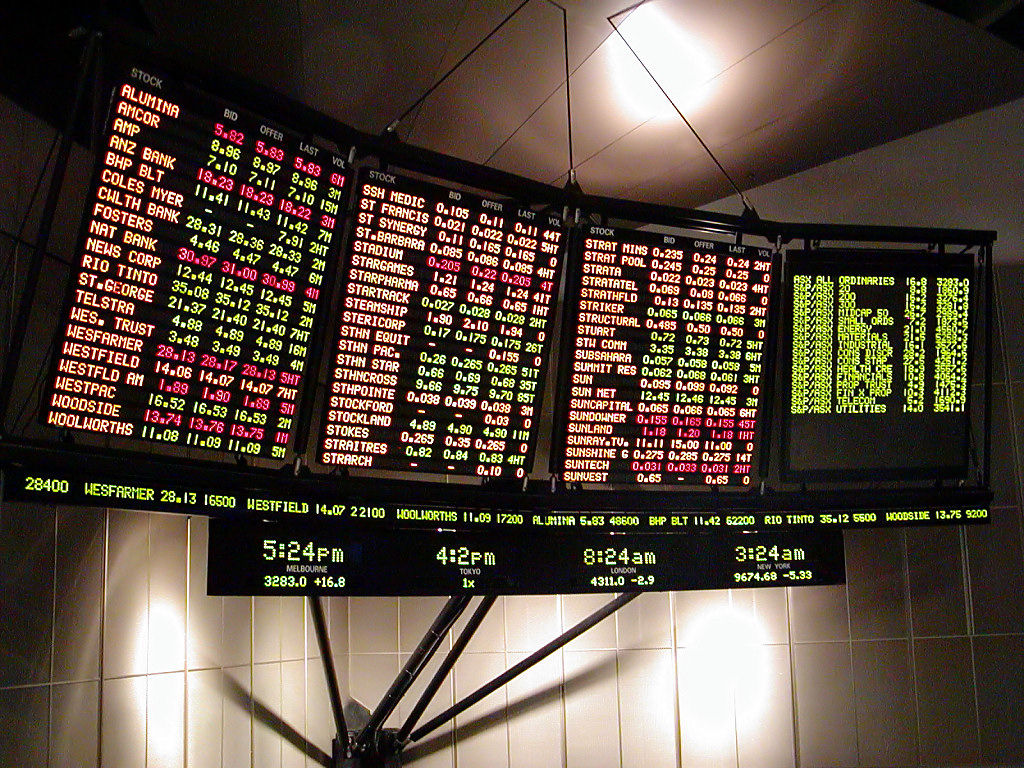
مانیتوری که تغییرات سهام و ارز را به صورت لحظه ای نمایش می دهد.

مقررات مالی گونه‌ای از مقررات یا نظارت است که مؤسسات مالی را ملزم به رعایت شرایط، محدودیت‌ها و دستورالعمل‌های خاصی می‌کند و با هدف حفظ یکپارچگی و سلامت نظام مالی انجام می‌گیرد. این امر ممکن است توسط یک سازمان دولتی یا غیردولتی انجام شود. مقررات مالی همچنین با کاهش هزینه‌های استقراض و افزایش محصولات مالی موجود، ساختار بخش‌های بانکداری را نیز تحت‌الشعاع قرار داده‌است.

## اهداف مقررات
اهداف ناظران مالی معمولاً از این قرار است:
- اعتماد بازار - برای حفظ اعتماد به نظام مالی
- ثبات مالی - کمک به حفاظت و ارتقای ثبات نظام مالی
- حمایت از مصرف‌کننده - کسب درجهٔ مناسب حمایت از مصرف‌کنندگان
- کاهش جرائم مالی - کاهش امکان این امر که یک کسب‌وکار تحت نظارت برای مقصودی مرتبط با جرم مالی استفاده شود.